# Удо Кісслінг
Удо Кісслінг (нім. Udo Kießling; 21 травня 1955, м. Кріммічау, Німецька Демократична Республіка) — німецький хокеїст, захисник. Виступав за німецькі клуби з 1972 по 1996 роки. Є рекордсменом з виступів за національну збірну — 320 матчів. У сезоні 1981/1982 років він також грав у НХЛ за клуб Міннесота Норт-Старс і став, таким чином, після Рона Фішера, третім німецьким хокеїстом в історії НХЛ.

## Кар'єра
Батько Удо Герхард Кісслінг був тренером національної хокейної команди НДР. Ще до будівництва Берлінського муру його батьки емігрували до Західної Німеччини, міста Крефельд. Тут Герхард Кісслінг отримав перше місце роботи в місцевому клубі, а Удо з трьох років розпочав займатись хокеєм у клубі Пройзен Крефельд.
Після Франкфурта, Кісслінг-старший працював у Гарміш-Партенкірхені. Тому Удо переїхав до СК Ріссерзеє, де він і дебютував як гравець разом з Ігнац Бернданер у Бундеслізі. Два молоді захисники справили непогане враження, на чемпіонату світу з хокею в 1973 році. Навколо участі молодих гравців на чемпіонаті світу були дискусії, але ніколи молоді гравці не отримували перевагу з боку Кісслінга-старшого.
Аугсбург ЕВ наступний клуб Удо Кісслінга після чемпіонату світу. Правда, він не зміг врятувати новий клуб від падіння до 2-ї Бундесліги, але був обраний як один з найкращих захисників до All-Star команди. У 1974 році він переїхав до «Розенгайма», де його батько був головним тренером. Йому вдалося «Розенгайм» повернути до Бундесліги. У 1981 році він зіграв свою першу і єдину гру в НХЛ Міннесота Норз-Старс.
У цілому, він зіграв 1020 ігор у німецькому чемпіонаті, набравши 881 бал (346+535) за всю кар'єру. З Кельн ЕС став 6-разовим чемпіоном Німеччини. 
Серед його успіхів: виграш бронзової медалі на Зимових Олімпійських іграх 1976 року і входження на чемпіонаті світу в 1987 році All-Star команди. У цілому, він взяв участь в Олімпійських іграх п'ять разів і один раз на Кубку Канади. Через травму він закінчив свою активну кар'єру в 1996 році і з того часу живе в Кельні. За його незвичайний талант і досягнення удостоєний бути членом Залів слави Німеччини та ІІХФ.

## Досягнення
- Чемпіон Німеччини з Кельн ЕС: 1977, 1979, 1984, 1986, 1987, 1988.
- Гравець року: 1977, 1984, 1986.
- All-Star команди: 1977-91 15 разів.
- Трофей Леонарда Вайтля: 1977, 1979, 1980, 1985 років.
- Бронзова медаль на зимових Олімпійських іграх у 1976 році.